# Сент-Безіл 10
Сент-Безіл 10 (англ. St. Basile 10) — індіанська резервація в Канаді, у провінції Нью-Брансвік, у межах графства Мадаваска.

## Населення
За даними перепису 2016 року, індіанська резервація нараховувала 214 осіб, показавши зростання на 4,4%, порівняно з 2011-м роком. Середня густина населення становила 66,4 осіб/км².
З офіційних мов обидвома одночасно володіли 165 жителів, тільки англійською — 10, тільки французькою — 35.
Працездатне населення становило 51,4% усього населення, рівень безробіття — 11,1%.

## Клімат
Середня річна температура становить 3,3°C, середня максимальна – 22,3°C, а середня мінімальна – -20,2°C. Середня річна кількість опадів – 1 089 мм.
| Клімат поселення                              | Клімат поселення | Клімат поселення | Клімат поселення | Клімат поселення | Клімат поселення | Клімат поселення | Клімат поселення | Клімат поселення | Клімат поселення | Клімат поселення | Клімат поселення | Клімат поселення | Клімат поселення |
| Показник                                      | Січ.             | Лют.             | Бер.             | Квіт.            | Трав.            | Черв.            | Лип.             | Серп.            | Вер.             | Жовт.            | Лист.            | Груд.            |                  |
| Середній максимум, °C                         | −7,51            | −5,57            | 0,97             | 8,47             | 16,62            | 21,77            | 22,30            | 21,12            | 15,95            | 9,79             | 3,14             | −5,38            |                  |
| Середня температура, °C                       | −13,86           | −11,9            | −5,38            | 2,11             | 10,28            | 15,44            | 18,28            | 17,10            | 11,94            | 5,76             | −0,88            | −9,42            |                  |
| Середній мінімум, °C                          | −20,2            | −18,26           | −11,72           | −4,22            | 3,94             | 9,08             | 14,27            | 13,08            | 7,90             | 1,74             | −4,89            | −13,44           |                  |
| Норма опадів, мм                              | 89               | 72               | 72               | 69               | 88               | 90               | 110              | 104              | 96               | 96               | 97               | 106              |                  |
| Середньомісячна швидкість вітру, м/с          | 4.00             | 4.02             | 4.14             | 3.92             | 3.63             | 3.30             | 2.96             | 2.92             | 3.21             | 3.61             | 3.80             | 4.00             |                  |
| Середньомісячна сонячна радіація, кДж/м²·день | 4963             | 8226             | 12158            | 15943            | 18596            | 20244            | 19620            | 17168            | 12561            | 7693             | 4560             | 3757             |                  |
| --------------------------------------------- | ---------------- | ---------------- | ---------------- | ---------------- | ---------------- | ---------------- | ---------------- | ---------------- | ---------------- | ---------------- | ---------------- | ---------------- | ---------------- |
| Джерело:                                      |                  |                  |                  |                  |                  |                  |                  |                  |                  |                  |                  |                  |                  |